# Vijf jaar hits
Vijf jaar hits is een verzamelalbum van Boudewijn de Groot, in 1969 verschenen op dubbelelpee.  
Dit album bevat alle grote hits van De Groot uit de jaren 60. Het werd in 1973 bekroond met een platina plaat voor 140.000 verkochte exemplaren.

## Tracklist

### Lp/cd 1
Kant A (alleen bij lp)
1. Strand 	2:30
2. Noordzee (The Lowland Sea) 	2:30
3. Welterusten meneer de president 	2:30
4. Élégie prénatale 	2:00
5. De eeuwige soldaat (The Universal Soldier) 	2:01
6. Er komen andere tijden (The Times They Are A Changin') 	2:06

Kant B (alleen bij lp)
1. Een meisje van 16 (Une enfant) 	2:58
2. Morgen 	2:24
3. Voor de overlevenden 	2:58
4. Woningnood 	2:06
5. Vrijgezel 	2:26
6. De dagen zijn geteld 	2:50

### Lp/cd 2
Kant A (alleen bij lp)
1. Het Land van Maas en Waal 	2:58
2. De vrienden van vroeger 	2:57
3. Testament 	3:15
4. Verdronken vlinder 	2:26
5. Lied voor een kind dat bang is in het donker 	2:52
6. Eva 	3:02

Kant B (alleen bij lp)
1. Prikkebeen 	4:13
2. Waterdrager 	3:16
3. Als de rook om je hoofd is verdwenen 	3:24
4. Aeneas nu 	3:51
5. Mensen om me heen 	5:54
6. Wie kan me nog vertellen 	5:18